# Amtsgericht Freiberg
Das Amtsgericht Freiberg ist ein Gericht der ordentlichen Gerichtsbarkeit und eines von insgesamt 25 Amtsgerichten im Freistaat Sachsen.

## Gerichtssitz und -bezirk
Der Gerichtsbezirk des Amtsgerichtes Freiberg umfasst den Bezirk des ehemaligen Landkreises Freiberg (§ 1 Abs. 4, Anlage Nr. 10 Sächsisches Justizgesetz).

## Übergeordnete Gerichte
Dem Amtsgericht Freiberg ist das Landgericht Chemnitz unmittelbar übergeordnet. Das zuständige Oberlandesgericht hat seinen Sitz in Dresden.

## Geschichte
In Freiberg bestand bis 1879 das Gerichtsamt Freiberg als Eingangsgericht. Im Rahmen der Reichsjustizgesetze wurden 1879 im Königreich Sachsen die Gerichtsämter aufgehoben und Amtsgerichte, darunter das Amtsgericht Freiberg, geschaffen. Der Sprengel des Amtsgerichtes bestand aus Freiberg, Bräunsdorf mit Feldbuschhäuserm Gehegehäusern und Unterdorf, Conradsdorf mit Hinterhäusern, Erlicht, Falkenberg, Freibergsdorf, Friedeburg, Großschirma mit Churprinz, Großvoigtsberg mit Christbescheerung, Kohlung und Neudörfel, Halsbach mit Kreuzermark, Halsbrücke mit Hals, Neubau und den Halsbrückner Schmelzhütten, Herrndorf, Hetzdorf, Hilbersdorf mit den Muldener Schmelzhütten, Kleinschirma, Kleinvoigtsberg mit alte Hoffnung Gottes und Ursulahäusern, Kleinwaltersdorf mit Rittergut Waltersdorf und auf der Hufe, Krummenhennersdorf mit „im Forst“, Langenrinne mit oberer Pulvermühle, Langhennersdorf, Lichtenberg, Lößnitz, Loßnitz mit Storchenorwerk und Fürstenhof, Naundorf mit Sippenhäusern, Niederbobritzsch mit Juchhöh, Niedercolmnitz mit Folge, Niederschöna, Oberbobritzsch, Obercolmnitz, Oberschaar mit Haida, Oberschöna, Reichenbach bei Siebenlehn mit Forsthäusern, Kohlung und Waldhäuser, Rothenfurth mit Teichhäusern an Hohentanne, Sand mit Gründeburg, Seifersdorf, Sohra, Süßenbach, Tuttendorf, Wegefarth, Weißenborn mit Buschhäusern, Wüsthetzdorf mit Hutha und Neuwüsthetzdorf, Zug (Nieder- und Ober-) mit Bescheert Glück und Kröner Fundgrube sowie dem Reichenbacher und dem Loßnitzer Forstrevier. Das Amtsgericht Freiberg war eines von 14 Amtsgerichten im Bezirk des Landgerichtes Freiberg. Der Amtsgerichtsbezirk umfasste danach 60.308 Einwohner. Das Gericht hatte damals fünf Richterstellen und war das größte Amtsgericht im Landgerichtsbezirk.
Mit der Verordnung zur Änderung von Gerichtsbezirken im Lande Sachsen vom 5. Mai 1951 wurden die Gerichtsbezirke in der DDR an die Landkreise angepasst. Der Sprengel des Amtsgerichtes Freiberg war damit der Kreis Freiberg. Mit der Verwaltungsreform von 1952 wurden das Amtsgericht Annaberg aufgehoben und das Kreisgericht Freiberg an seiner Stelle neu geschaffen. Gerichtssprengel blieb der Kreis Freiberg.
Nach dem Zusammenbruch der DDR wurde 1992 das Amtsgericht Freiberg durch das Sächsische Gerichtsorganisationsgesetz neu eingerichtet, war aber nun dem Landgericht Chemnitz zugeordnet.